# Kosai
Kosai (jap. 湖西市 Kosai-shi) – miasto w Japonii, w prefekturze Shizuoka (środkowe Honsiu), nad Oceanem Spokojnym.

## Położenie
Miasto leży w zachodniej części prefektury Shizuoka nad jeziorem Hamana. Graniczy z Hamamatsu oraz z Toyohashi w prefekturze Aichi.

## Historia
Miasto uzyskało prawa miejskie 1 stycznia 1972 roku.

## Firmy mające swe siedziby w mieście
- Suzuki Motor Co.

## Transport
Port handlowy; magistrala Tōkaidō, autostrada Tōmei.